# Шатовка (Нижньогородська область)
Шатовка (рос. Шатовка) — село в Арзамаському районі Нижньогородської області Російської Федерації.
Населення становить 1774 особи. Входить до складу муніципального утворення Шатовська сільрада.

## Історія
Від 2009 року входить до складу муніципального утворення Шатовська сільрада.

## Населення
| 1999 | 2002  | 2010  |
| ---- | ----- | ----- |
| 1077 | ↗1854 | ↘1774 |